# Viola Grafström
Rut Viola Grafström, född 10 november 1961, är en kristen sångare, låtskrivare och musiker.
Viola Grafström har ägnat många år som internationell lovsångsledare, och bland annat varit bosatt på Hawaii. Hon har släppt flera skivor på engelska och skrivit sånger som används mycket utomlands. Hon var under många år knuten till skivbolaget Kingsway. Hon har samarbetat med artister som Kevin Prosch och Matthew Ward samt delat scen med Matt Redman och Tim Hughes.
Hon bor nu i Sverige igen efter ett antal år utomlands. Den första svenska utgivningen blev Jag höjer min röst och ropar 2004. Hennes andra svenska album kom 2007 och heter Min djupaste längtan. Båda är producerade av Paul Börjesson. Viola Grafström har även vid flera tillfällen medverkat på skivor av andra, exempelvis Clas Vårdstedt, Bengt Johansson och Michael Johnson.
2009 fick Grafström Carola Häggkvists stora pris Främlingsstipendiet, vilket motsvarar 50 000 kronor.

## Diskografi (i urval)
- None Like You (Heart Music, 1995)
- Simply Me (Heart Music, 1996)
- Our Master, Our Savior (Kingsway Music, 1999)
- O Holy Night: A Christmas Celebration with Viola (Kingsway Music, 2000)
- Parachute of Dreams (Kingsway Music, 2000)
- Jag Höjer min Röst och Ropar (David Media, 2004)
- Min Djupaste Längtan (David Media, 2007)
- Under dina vingars skugga (David Media, 2011)

### Samarbeten
- Obeskrivlig - (två duetter med Clas Vårdstedt) (David Media, 2006)
- Gemenskap - Ett enat folk, en ny sång (en av flera medverkande) (Adora, 2009)
- Bibelkörer (en av flera medverkande) (David Media, 2010)